# SUPER WEEKEND LIVE 土曜深夜族
『SUPER WEEKEND LIVE 土曜深夜族』（スーパーウィークエンドライブ どようしんやぞく）は、TBS系列局の一部で放送されていたTBS製作のバラエティ番組である。製作局のTBSでは1988年4月10日（9日深夜）から1989年2月5日（4日深夜）まで、毎週日曜 0:30 - 5:00 （土曜深夜、日本標準時）に放送。

## 概要
この番組以前のTBSの土曜深夜枠では、『パッパラパラダイス』という三宅裕司、小倉久寛、SET隊らスーパー・エキセントリック・シアターのメンバーが出演する深夜番組があったが、本番組を立ち上げるにあたり、その出演者やスタッフを引き継いだ。また、前年に東京都千代田区日比谷の映画街に再開発ビルである日比谷シャンテが建てられ、この建物内への入居が決まっていたTBSのサテライトスタジオ（千代田ビデオ管理）を使用しての生番組とすることが決まっていた。
番組初期のキャッチフレーズは「ふり向けば新しい深夜ライブ」。本番組では音楽に重きを置くようになり、特に1960年代のポップス、オールディーズをクローズアップするような構成になった（放送第1回では童謡も取り上げた）。番組中にその60年代ポップスなどを歌う9人組ヴォーカルグループ・エンジェルスは、この番組でデビューを果たした。また、ゲストのミュージシャンによる生ライヴも充実した構成になっていた。なお、後に本番組中で、当時原宿の歩行者天国で活動していたバンドを特集する企画を放送したことがあり、この企画の出演者の中にはその後、後番組となった『三宅裕司のいかすバンド天国』に出演することになる、後にカブキロックスとなるメンバーがいた。
オープニングテーマはザ・ピーナッツの「モスラの歌」のカバー曲。モスラの人形のバックに、夜の街の空撮を入れたような感じのオープニング映像だった。
出演者は、主に当時のアミューズ所属者であり、アミューズが制作に携わっていた。
当初はTBSのみでの放送だったが、1988年10月9日（8日深夜）からは系列局の中部日本放送でも放送されていた。

## 第1部

### 出演者
- 三宅裕司
- 小倉久寛
- 嘉門達夫
- YOU
- エンジェルス（奥貫薫 他）
- SET隊（岸谷五朗、寺脇康文、山田幸伸）
- 宇徳敬子

### ゲスト
- 1988年4月16日：小泉今日子[2]、富田靖子
- 1988年5月28日：種ともこ、聖飢魔II[3]
- 1988年6月25日：サザンオールスターズ [4]（祝10年目の誕生日、デビュー10周年企画）
- 1988年7月23日：C-C-B [5]
- 1988年8月6日：西川弘志
- 1988年9月3日：陣内孝則 [6]
- 1988年9月10日：早見優[7]、天宮良
- 1988年9月17日：ザ・キングトーンズ、つのだ☆ひろ
- 1988年9月24日：稲川淳二、佐藤B作、ビジーフォー
- 1988年10月8日：田中裕子 [8]、八木橋修[8]
- 1988年10月15日：浜田麻里 [9]
- 1988年10月29日：Tops[10]、KATZE [10]
- 1988年11月5日：夏木晴美[11]、生稲晃子[11]、HIROKO[11]
- 1988年11月12日：アンリ菅野[12]、THE 東南西北[12]
- 1988年11月19日：伊藤銀次[13]、栗田貫一[13]、ZIGGY[13]、Wink
- 1988年11月26日：憂歌団[14]
- 1988年12月3日：上田正樹[15]
- 1988年12月10日：杉本彩[16]、爆風スランプ[16]
- 1988年12月17日：森川美穂[17]、森高千里[17]
- 1988年12月24日：バブルガムブラザーズ[18]
- 1988年12月31日：富田靖子[19]、ウッチャンナンチャン[19]、栗田貫一[19]
- 福田直代（女子トーク）

### 主なコーナー
- 土深クイズ
- 嘉門・小倉の出前小市民
- 今週のピックアップ
- 真夜中のアイアイゲーム

## 第2部・トンガリ編
第2部も、基本的には1部のコンセプトを部分的には取り入れていたが、いわゆる「ヤンキー」達をメインにしたバラエティという趣向であった。
このため、コーナーはもとより、出演者やスタジオに招かれていた一般の観客も「ヤンキー系」が多く、毎週ではないが放送中に観客同士やスタッフとの軽い小競り合いが起こることもあり、その都度スタッフや出演者が間に入りながら番組を進行する光景が見られた。

### 出演者
- 翔
- イクラちゃん
- 及出泰
- 一本木蛮

### 主なコーナー
- 不良トーク
- ミニ四駆コーナー
- 10万円争奪パットゲーム
- トンガリバンドライブ